# Místní akční skupina svatého Jana z Nepomuku
Místní akční skupina svatého Jana z Nepomuku je občanské sdružení v okresu Plzeň-jih, jeho sídlem je Spálené Poříčí a jeho cílem je rozvoj cestovního ruchu a spolupráce mezi obcemi, soukromými subjekty a NNO. Sdružuje celkem 25 obcí a byl založen v roce 1905.

## Obce sdružené v mikroregionu
- Chlumy
- Čížkov
- Čmelíny
- Klášter
- Kozlovice
- Kramolín
- Louňová
- Měcholupy
- Mileč
- Milínov
- Mladý Smolivec
- Mohelnice
- Nekvasovy
- Nepomuk
- Neurazy
- Nové Mitrovice
- Polánka
- Prádlo
- Sedliště
- Spálené Poříčí
- Srby
- Tojice
- Třebčice
- Vrčeň
- Žinkovy